# Skovelefant
Denne artikel handler om en uddød elefant-art som kendes fra Danmark i Eem-mellemistiden, for den nulevende skovelefant se Afrikansk skovelefant
Skovelefant eller Europæisk skovelefant  (Elephas namadicus, E. antiquus, Palaeoloxodon antiquus, P. namadicus) er en uddød art af elefant som var nært beslægtet med den nulevende asiatiske elefant (Elephas maximus). Den levede i Europa, Lilleasien og Mellemøsten i mellemste og sen pleistocæn. Der er ikke enighed om hvorvidt E. namadicus er et synonym for E. antiquus eller en selvstændig underart.
Den europæiske skovelefant hørte til i et varmere klima end vi har i Danmark i dag, sådan som man havde i Eem-mellemistiden og måske også nogen af de forgående mellemistider – i Danmark kendes fund dog kun fra Eem. De fleste fund i Europa er fra Eem og den forgående Holstein-mellemistid fra det nordøst-central europæiske lavland i Polen, Sachsen-Anhalt og Niedersachsen. Ved afslutningen af Eem var der kun en mindre bestand tilbage i sydeuropa som uddøde i starten af Weichsel-istiden.

## Beskrivelse
Skovelefanten var op til 4 m høj og havde lange, svagt opad-bøjede stødtænder og benene var lidt længere end hos nulevende elefanter. Den levede i lysåben løvskov eller skovsteppe i små grupper på 5-15 individer.
- Wikimedia Commons har flere filer relateret til Skovelefant

| Dyr | Spire Denne artikel om dyr er en spire som bør udbygges. Du er velkommen til at hjælpe Wikipedia ved at udvide den. |